# Guillaume de Blosseville
Pour les articles homonymes, voir Blosseville (homonymie).
Guillaume de Blosseville (en italien : Guglielmo (di) Blosseville ou Guglielmo (di) Blossavilla) est un Normand qui fut le consul et le duc de Gaète de 1103 à 1105.
D'origine normande, Guillaume de Blosseville est probablement originaire de Blosseville, ou alors né en Italie d'un Normand originaire de ce village situé à une quarantaine de kilomètres à l'est de Fécamp.
Comme duc de Gaëte, il succède en 1103 à un Lombard d'Italie du Sud, un certain Landolf, qui était devenu duc de la cité après une révolte populaire qui avait chassé le jeune duc normand Gauvain Ridel (1091). Dans son duché, il fait frapper monnaie, symbole de puissance, sur laquelle il apparaît sur des follari sous l'inscription DV ou Dux Vilelmus (« Duc Guilaume » en latin). Il est probablement à l'origine de la forteresse d'Esperia, dans la région de Frosinone.
En 1105, Guillaume de Blosseville est chassé du pouvoir et banni par un noble italo-normand, Richard d'Aquila. Il est encore mentionné dans un document daté de 1135, mais il pourrait s'agir d'un homonyme, peut-être son fils.
Deux parchemins contenant deux actes établis sous la régence de Guillaume de Blosseville sont conservés dans l'Archivio Cassinese (Italie).